# Chrétiens de la péninsule Arabique

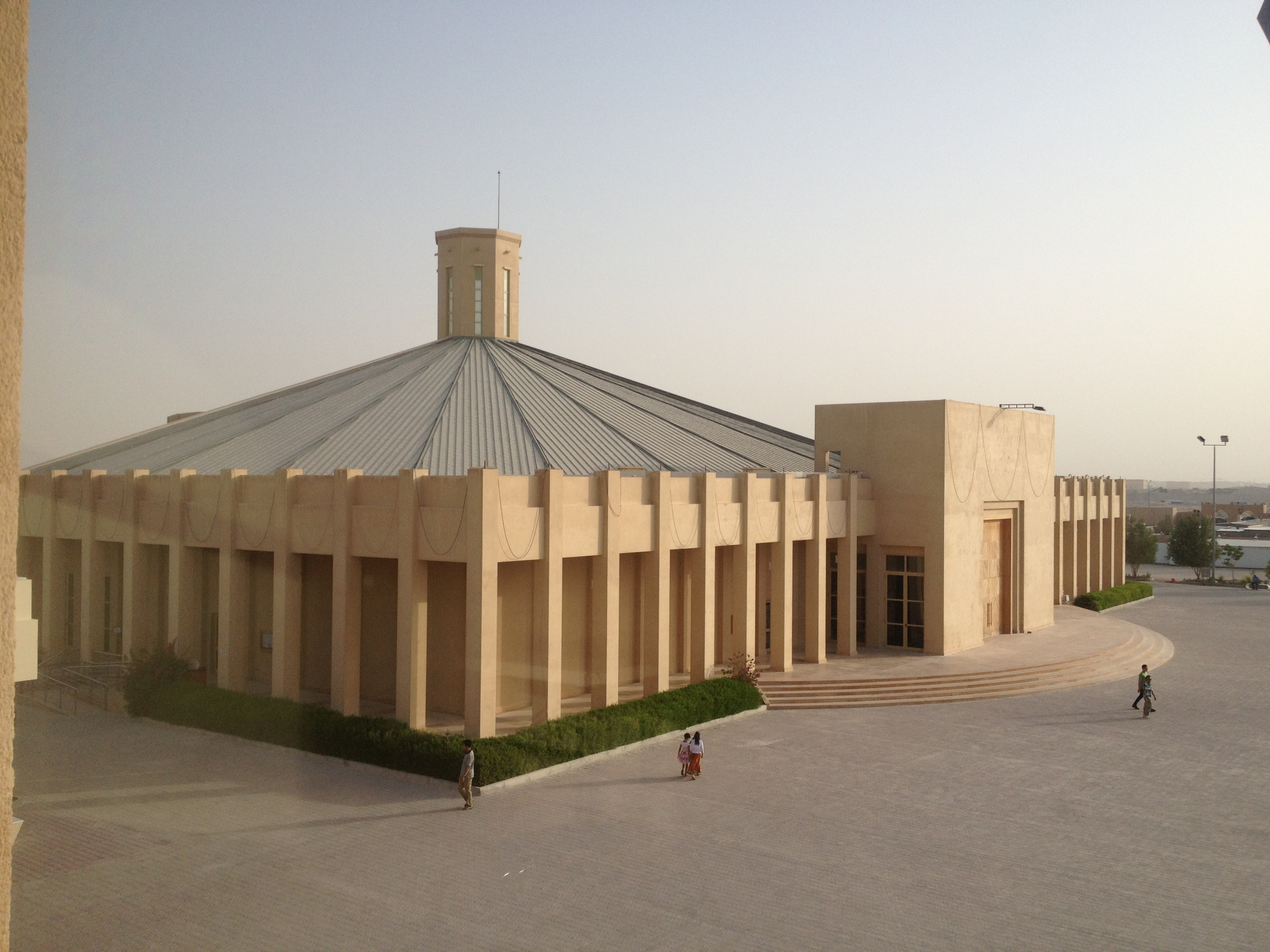
Église Sainte Marie du Rosaire à Doha au Qatar

Les chrétiens de la péninsule Arabique (Arabie saoudite, Bahreïn, Émirats arabes unis, Koweït, Oman, Qatar, Yémen) sont au début du XXIe siècle au nombre de 1 600 000 environ, représentant, selon les pays, entre 0,05 et 10,50 % de la population. Ce sont en majorité, des non-citoyens qui sont originaires des pays de l'Asie du sud (Inde, Philippines, etc.), mais aussi des chrétiens orientaux (libanais, syriens, palestiniens, irakiens, égyptiens), ou occidentaux.

## Histoire
Le christianisme s'est implanté assez tôt dans la péninsule Arabique, notamment par l'Église de l'Orient, de tendance nestorienne, et, l'influence Éthiopienne orthodoxe, de tendance miaphysite. L'absence de statistiques fiables empêche de dénombrer avec exactitude le nombre de croyants. L'exploitation du pétrole et le développement économique de la zone a conduit à l'établissement de nombreux étrangers, et parmi eux des chrétiens de différentes origines et de différentes dénominations.

### Période préislamique
Deux versions de la tradition arabe, rapportées par Ibn Hishâm et par at-Tabarî, donnent des indications sur l'introduction du christianisme en Arabie du Sud. D'après la première version attribuée à Wahb b. Munabbih, un chrétien nommé Faymyûn menait une vie de pèlerin, voyageant d'un village à l'autre, vivant du travail de ses mains et priant. Il fut suivi par un disciple, Sâlih. Les deux croyants furent capturés par une caravane arabe et vendus comme esclaves à Najrân. Faymyûn enseigna sa religion aux habitants de Najrân qui se convertirent. Selon la seconde version, attribuée à Muhammad b. Ka`b de la tribu de Qurayza et à « un homme de Najrân », un pèlerin priant Dieu arriva à Najrân. Il fut suivi par un Najrânite, `Abdallâh, qui adhéra à sa religion. Dès son retour à Najrân, `Abdallâh prêcha cette religion et guérit des malades. Ayant appris cela, le roi de Najrân convoqua `Abdallâh et voulut le punir, mais il ne parvint pas à le tuer. `Abdallâh expliqua au roi qu'il ne pourrait pas le tuer sauf s'il reconnaissait Allâh comme le seul Dieu. Le roi se convertit, frappa `Abdallâh avec un bâton, le tua et mourut lui-même aussitôt. Dès lors, les Najrânites se convertirent à cette religion.
Cette tradition peut être mise en parallèle avec le Martyre d'Azqir, qui prêchait le christianisme à Najrân. Renseigné sur son activité, le roi de Himyar, Sharahbîl Yakkuf, aurait convoqué Azqir et l'aurait condamné à mort. Ce récit est notamment évoqué dans le Coran, dans la sourate 85, al-burûdj. Si les deux versions arabes citées plus haut ne sont pas datées, cet évènement eut lieu vers la fin du Ve siècle. Les Himyarites auraient par ailleurs reçu leur évêque sous le règne de l'empereur Anastase (491-518). Cet « évêque des Himyarites » nommé Sylvain (Silouanos) fut l'oncle du chroniqueur monophysite, Jean Diakrinomenos.
Ainsi, les églises miaphysite et nestoriennes, séparées de l’Église officielle de l’Empire romain dès le Ve siècle, sont sûrement présentes dans la péninsule dès cette époque : la première par l’influence au Yémen du royaume d’Aksoum, abritant l’église éthiopienne ; la seconde par la présence perse à l’est de la péninsule, favorisant l’Église de Perse.

### Période islamique
Le christianisme oriental, principalement l'Église de l'Orient et le nestorianisme, est présent dans la région du Golfe Persique, nommée Beth Qatraye, avec Isaac de Ninive, Dadicho Qatraya, Gabriel du Qatar (de) et Ahob du Qatar.
L'archéologie a répertorié divers sites d'implantation religieuse chrétienne ancienne : Akkaz (Koweit), Failaka (Koweit), île de Kharg (Iran), Jubail (fondations d'église, 1986), Jabal Berri (près de Jubail), Muharraq (Bahrein), Umm al Maradim (Qatar), Sir Bani Yas (EAU).

## Situation actuelle par dénomination

### Église de l'Orient
Des membres de l'Église apostolique assyrienne de l'Orient et notamment de sa branche indienne, l'Église malabare orthodoxe, sont présents dans plusieurs pays du Golfe. Mar Aprem, métropolite de l'Inde, a effectué une visite à Dubai en 2005. À la suite de cette visite une paroisse a été créée à Dubaï.

### Églises orthodoxes orientales
Église copte orthodoxe
L'Église copte orthodoxe est présente dans la péninsule arabique du fait de l'installation de nombreux travailleurs égyptiens. La région dépend de l'archidiocèse de Jérusalem, du Golfe et du Proche-Orient. L'Église compte des communautés organisées notamment à Koweït, au Qatar (Doha), à Oman (Mascate), à Bahreïn et aux ÉAU (Dubaï, Abou Dabi, Charjah).
Église syriaque orthodoxe / Église syro-malankare orthodoxe
L'Église syriaque orthodoxe d'Antioche est présente dans la péninsule Arabique surtout par sa branche indienne, l'Église syro-malankare orthodoxe. L'Église compte des communautés organisées à Koweït, à Bahreïn, à Oman (Mascate), au Qatar (Doha) et aux ÉAU (Dubaï, Abou Dabi, Charjah, Al Ain), parmi lesquelles quelques communautés knanayas (4 paroisses à Bahraïn, Koweït, Charjah (ÉAU) et Doha (Qatar)).
Église malankare orthodoxe
L'Église malankare orthodoxe compte elle aussi plusieurs communautés organisées à Bahreïn (Manama), au Koweït (Koweït, Ahmadi), à Oman (Mascate, Salalah), au Qatar (Doha) et aux ÉAU (Abou Dabi, Dubaï, Ras el Khaimah, Fujaïrah, Charjah).
Église apostolique arménienne
L'Église apostolique arménienne est présente par le catholicossat de Cilicie et son diocèse du Koweït et des ÉAU. Des communautés organisées existent à Koweït et aux ÉAU (Abou Dabi et Charjah ). Des petites communautés existent également à Bahreïn  et au Qatar .
Église éthiopienne orthodoxe
L'Église éthiopienne orthodoxe compte plusieurs communautés organisées notamment à Abou Dabi, Dubaï, Sharjah et Al Ain aux ÉAU, à Bahreïn et au Qatar.
Église malabare indépendante
L'Église malabare indépendante compte des membres dans la péninsule Arabique. Le métropolite actuel a reçu du patriarche de l'Église syriaque orthodoxe d'Antioche l'autorisation de célébrer dans les églises de la région (ÉAU, Bahreïn).

### Église(s) orthodoxe(s)
La péninsule Arabique se trouve dans la juridiction du Patriarcat d'Antioche et de tout l'Orient (Archidiocèse de Bagdad et du Koweït). Des communautés organisées existent dans plusieurs pays qui utilisent normalement les structures de communautés mieux établies (Koweït, Dubaï, Abou Dabi).
Une première église orthodoxe est en cours de construction dans le style byzantin à Dubaï. Une autre église orthodoxe russe est elle en construction à Charjah.
La paroisse orthodoxe de Doha au Qatar dépendant historiquement du Patriarcat d'Antioche et de tout l'Orient a été déclarée sous la dépendance du Patriarcat de Jérusalem (le patriarche Théophile III fut représentant du patriarcat au Qatar) causant des conflits de juridiction entre les deux églises.

### Église catholique
La péninsule arabique compte deux vicariats apostoliques catholiques, le Vicariat apostolique d'Arabie septentrionale pour le Koweït, l'Arabie saoudite, Bahreïn et le Qatar et celui d'Arabie méridionale (basé à Abou Dabi, pour les Émirats arabes unis, Oman et le Yémen).
Il existe plusieurs communautés catholiques orientales organisées, notamment au Koweït (maronites, melkites, syro-malabares, syro-malankares, coptes, arméniens).

### Églises anglicanes et protestantes
Communion anglicane
Le diocèse de Chypre et du Golfe de l'Église épiscopale de Jérusalem et du Moyen-Orient, basé à Nicosie, comprend Chypre, les pays du Golfe, l'Irak et le Yémen.
Il y a des communautés organisées à Bahreïn (1), au Koweït (1), à Oman (4), au Qatar (1) , aux ÉAU (4) et au Yémen (1).
Les locaux des communautés anglicanes servent très souvent à de nombreuses autres communautés chrétiennes.
Église malankare Mar Thoma
L'Église malankare Mar Thoma compte des paroisses à Bahreïn (1), au Koweït (2), à Oman (2), au Qatar (1) et aux ÉAU (6).
Église évangélique Saint Thomas de l'Inde
L'Église évangélique Saint Thomas de l'Inde compte des communautés à Bahreïn, au Koweït, à Oman, au Qatar et aux ÉAU .
Église de l'Inde du Sud
L'Église de l'Inde du Sud compte des communautés à Bahreïn, au Koweït, à Oman, au Qatar et aux ÉAU (Dubaï, Abou Dabi).

## Situation actuelle par pays

### Arabie saoudite
Nombre
Les chrétiens représentent environ 2 % de la population.
Statut
L'islam est la religion officielle. Aucune pratique religieuse non musulmane n'est autorisée en public et est même très difficile en privé. Il n'existe donc pas de paroisses ou de groupes de prières organisés.

### Bahreïn
Nombre
Les chrétiens représentent environ 5 % de la population, soit près de 65 000 personnes.
Statut

### Émirats arabes unis
Nombre
Les chrétiens représentent environ 9,25 % de la population, soit plus de 300 000 personnes. Les catholiques sont les plus nombreux (40 % du total).
Statut
Les chrétiens ont la liberté de culte et de pratique dans des églises construites sur des terrains offerts par les Sheikh des différents émirats. En revanche, les lieux de culte sont en nombre très insuffisant par rapport à la population chrétienne. Les lois du pays restant fondées sur la charia, il n'y a pas de jours fériés pour les fêtes chrétiennes et tout prosélytisme est interdit.

### Koweit
Nombre
Les chrétiens représentent environ 8 % de la population, soit plus de 160 000 personnes. Les catholiques sont les plus nombreux (environ 75 000), suivis par les coptes orthodoxes (environ 60 000).
Statut

### Oman
Nombre
Les chrétiens représentent environ 2,50 % de la population, soit plus de 64 000 personnes.
Statut

### Qatar
Nombre
Les chrétiens représentent environ 5 % de la population.
Statut

### Yémen
Nombre
Les chrétiens représentent environ 0,05 % de la population, soit plus de 9 000 personnes.
Statut

#### Situation par pays
- (en) International Religious Freedom Report 2007 - Bahrain / US Depart. of State
- (en) International Religious Freedom Report 2007 - Kuwait / US Depart. of State
- (en) International Religious Freedom Report 2008 - Oman / US Depart. of State
- (en) International Religious Freedom Report 2007 - Qatar / US Depart. of State
- (en) International Religious Freedom Report 2007 - Saudi Arabia / US Depart. of State
- (en) International Religious Freedom Report 2007 - United Arab Emirates / US Depart. of State
- (en) International Religious Freedom Report 2007 - Yemen / US Depart. of State
- (en) IndexUAE - Christianity in the United Arab Emirates

#### Orthodoxes orientaux
- (ar) Paroisse copte de Koweït, de Doha - Qatar
- (en) Paroisse malankare de Koweït, de Charjah, d'Abou Dabi, de Bahreïn, de Dubaï
- (en) Paroisse syro-malankare de Doha, de Charjah, de Koweït, de Bahreïn
- (en) Communauté knanaya de Bahreïn
- (en) Communauté éthiopienne orthodoxe d'Abou Dabi

#### Orthodoxes (byzantins)
- (en) Paroisse orthodoxe de Doha - Qatar (Patriarcat de Jérusalem)
- (ru) Paroisse orthodoxe de Charjah - Émirats arabes unis (Patriarcat de Moscou)

#### Catholiques
- (en) Vicariat apostolique du Koweït, d'Arabie
- (en) Église catholique de Dubaï, d'Abou Dabi, de Jebel Ali, de Doha, de Ghala (Oman)
- (en) Église cath. syro-malabare de Doha
- (en) Église cath. syro-malankare de Doha
- (en) Église cath. syro-malankare aux ÉAU
- (en) Knanaya Catholic Congress - Middle East
- (ar) Congrégation maronite du Koweït
- (en) Communauté syro-malabare de Koweït
- (en) Communauté du renouveau charismatique philippine de Doha

#### Anglicans-Protestants
- (en) Diocèse anglican de Chypre et du Golfe (répertoire)
- (en) Paroisse anglicane d'Abou Dabi, de Dubaï, de Jebel Ali, de Bahreïn
- (en) Paroisse Mar Thoma de Bahreïn, de Dubai, d'Abou Dabi, de Charjah, de Koweït, d'Ahmadi
- (en) Paroisse Égl. évang. St. Thomas de l'Inde de Charjah, de Koweït
- (en) Communauté Égl. de l'Inde du Sud de Koweït, d'Ahmadi, de Dubaï, de Doha
- (en) Evangelical Community Church (Abou Dabi)
- (en) Dubai Evangelical Church Centre (Dubaï)